# Turrell Wylie
Turrell Verl "Terry" Wylie, més conegut com a Turrell Wylie (agost de 1927 – 25 d'agost de 1984) va ser un professor universitari americà, especialista en temes tibetans, considerat un dels millors especialistes en cultura tibetana del segle xx. Durant molts anys va exercir com a professor de tibetà a la Universitat de Washington i fou el primer director del Departament de Literatura i Llengües asiàtiques de la universitat. Wylie Va fundar el programa d'Estudis Tibetans a la Universitat de Washington, el primer programa d'aquest estil dels Estats Units. La seva romanització de l'alfabet tibetà, coneguda amb el nom de transliteració Wylie, és considerat el sistema principal per traduir l'idioma en contextos acadèmics i històrics.

## Publicacions (selecció)

### Llibres
- (1950) A Tibetan religious geography of Nepal (Serie Orientale Roma XLII), Rome, Istituto per il Medio ed Estremo Oriente
- (1957) A Place Name Index to George N. Roerich's translation of the Blue Annals (Serie Orientale Roma XV), Rome, Istituto per il Medio ed Estremo Oriente
- (1975) Tibet’s role in Inner Asia. Bloomington, Ind., Indiana University, Asian Studies Research Institute

### Articles
- (1959) A Standard System of Tibetan Transcription. Harvard Journal of Asiatic Studies (Vol. 22) p. 261-267
- (1959) Dating the Tibetan Geography 'Dzam-gling-rgyas-bshad through its description of the western hemisphere. Central Asiatic Journal (vol. IV-4), p. 300-311
- The Tibetan Tradition of Geography. Bulletin of Tibetology, p. 17-26